# 명륜로 (울산)
명륜로(Myeongnyun-ro)는 울산광역시 중구 성남동 태화교에서 중구 교동을 잇는 울산광역시의 도로이다. 일부 구간이 국도 제31호선에 속한다.

## 주요 경유지
울산광역시
- 중구 (성남동 · 우정동 · 중앙동)

## 노선
| 이름                  | 접속 노선                          | 소재지        | 소재지        | 비고          |               |
| 봉월로와 직결         | 봉월로와 직결                      | 봉월로와 직결 | 봉월로와 직결 | 봉월로와 직결 | 봉월로와 직결 |
| --------------------- | ---------------------------------- | ------------- | ------------- | ------------- | ------------- |
| 태화교                |                                    | 울산광역시    | 중구          |               |               |
| 태화루사거리          | 울산광역시도 제60호선 (강북로)     | 울산광역시    | 중구          |               |               |
| 리버스위트앞교차로    | 당산5길                            | 울산광역시    | 중구          |               |               |
| 선경2차아파트앞교차로 | 유곡로 장춘로                      | 울산광역시    | 중구          |               |               |
| 선경1차아파트앞교차로 | 우암2길                            | 울산광역시    | 중구          |               |               |
| 우정초등학교앞교차로  | 우정3길                            | 울산광역시    | 중구          |               |               |
| 향교앞교차로          | 옹수골길 우정길                    | 울산광역시    | 중구          |               |               |
| 교동아파트앞교차로    | 초은길                             | 울산광역시    | 중구          |               |               |
| 복정교차로            | 국도 제7호선 (북부순환도로) 종가길 | 울산광역시    | 중구          |               |               |

## 주요 건물 및 시설
- 농협 태화동 지점 (울산광역시 중구 명륜로 17)
- GS더프레시 울산태화점 (울산광역시 중구 명륜로 23)
- 경남은행 우정동금융센터 (울산광역시 중구 명륜로 33)
- GS25 우정선경점 (울산광역시 중구 명륜로 70)
- 농협 축산농협 명륜지점 (울산광역시 중구 명륜로 75)
- 파리바게뜨 우정현대점 (울산광역시 중구 명륜로 78)